# Pstriná
Pstriná (rusínsky Пстрина, je obec na Slovensku v okrese Svidník. Žije zde 56 obyvatel.

## Polohopis
Pstriná se rozkládá na mírně členitém povrchu severní části Nízkých Beskyd a Laborecké vrchoviny. V okolí obce převládají bukové lesy, které doplňují břízy a olše. Původní bukové lesy se zachovaly v méně dostupných polohách. Nadmořská výška v centru obce je 320 m n. m. a na území katastru v rozsahu od 290 do 525 m n. m. Území obce má rozlohu 623 ha.

## Symboly obce

### Erb
V modrém štítu kráčí vpravo stříbrný jelen ve zlaté zbroji po zelené trávě s šesti stříbrnými balvany, doprovázený vpravo nahoře stříbrným skloněným mečem, vlevo nahoře zlatými váhami.
Tento erb byl přijat usnesením obecního zastupitelstva v roce 2006 a je zapsaný v heraldickém registru Slovenské republiky pod signaturou P – 210/2006.
Současná heraldická kompozice erbu vychází z otisku pečetidla obce z roku 1868, s doplněním o atributy místního patrona – sv. Archanděla Michaela.
Autory grafického ztvárnění erbu jsou Petr Kónya, Leon Sokolovský a Sergej Pančák.

### Vlajka
Vlajka obce je sestavena z osmi vodorovných pruhů v barvách bílé, zelené, žluté, modré, bílé, zelené, žluté a modré. Vlajka má poměr stran 2:3 a ukončená je třemi cípy, tj. dvěma zástřihy sahajícími do třetiny jejího listu.

## Dějiny
Obec historicky patřila do Makovického panství a poprvé je zmíněná v urbáři roku 1497 pod názvem Psthryna. V roce 1548 je uváděná jako Pystrina, v roku 1551 Pstrina, v roce 1588 Pztrina, v roce 1773 Pisztrina, Pistrina, 1808 Bsztrina, Psztrina, Bstřina, Pstřina, 1863 Psztrina, v letech maďarizačních tendencí 1907 až 1913 Psztrina, Peszternye. Po vzniku ČSR v roku 1920 Pstrina, Postrina. Od roku 1927 trvá dnešní pomenování Pstriná.
V roce 1787 měla obec 28 domů a 179 obyvatel, v roce 1828 mala 21 domů a 185 obyvatel, v roku 1942 celkem 40 domů 242 obyvatel a 11 obyvatel židovského náboženství.
Obyvatelé obce se živili zemědělstvím, chovem hovězího dobytka. Pracovali i v lesích a ženy z vypěstovaného lnu a konopí, předly v zimních měsících nitě ze kterých potom tkaly látky a koberce.
Přírodní a klimatické podmínky neposkytovaly obyvatelstvu dobré podmínky na živobytí. Proto už od 19. století jednotlivé generace chodily za přivýdělkem na žně do Zemplínské župy a dalších jižnějších regionů Uherska. By to též jeden ze způsobů přežití v těchto klimatických podmínkách.
V 19. století byli vlastníky pozemků Szirmayovci.
V roku 1932 se obyvatelé obce zúčastnili hladových pochodů nezaměstnaných a drobných rolníků, kde žádali zrušit daňové a bankovní dluhy, zastavit exekuce a rozdělit panskou a církevní půdu malorolníkům.
Tak jako ostatní obce i tato obec byla poznamenaná vystěhováváním. Bylo to i za první ČSR. Po roku 1945 mnoho obyvatel odešlo do Sovětského svazu a mnoho se, taktéž natrvalo, usídlilo v českém pohraničí.

## Osobnosti
V obci po ukončení učitelského ústavu, od školního roku 1911/12, vyučoval Janko Borodáč, který patřil mezi zakladatele Slovenského národního divadla. Za svoje herecké a režisérské počiny získal titul národní umělec.
V roku 1941 se v Pstriné narodil prof. Dr. Ján Liguš, PhD. – filozof, teolog; děkan na UK Praha v letech 2000–2006. Autor monografií, učebních textů a studií zejména o D. Bonhoefferovi a komunikaci.

## Obyvatelstvo
V 90. letech 20. století žily v obci rodiny s těmito příjmeními: Bučko, Cuper, Černega, Čižmár, Čobirka, Čurpek, Dunčák, Flga, Gajdoš, Gundzik, Hladoník, Hrušč, Ilčisko, Jadlovský, Kekeľ, Kimak, Liguš, Mihalík, Rusinko, Suvák, Špavelko, Vorobeľ a Žumar.
Dle sčítání lidu z roku 2011 žilo v obci 60 obyvatel. 42 se hlásilo k rusínské národnosti a 16 ke slovenské.

## Památky
V obci se nachází kostel z roku 1906.